# Ailly-le-Haut-Clocher
Ailly-le-Haut-Clocher és un municipi francès situat al departament del Somme i a la regió dels Alts de França. L'any 2007 tenia 862 habitants.

## Demografia

### Població
El 2007 la població de fet d'Ailly-le-Haut-Clocher era de 862 persones. Hi havia 344 famílies de les quals 80 eren unipersonals (44 homes vivint sols i 36 dones vivint soles), 104 parelles sense fills, 120 parelles amb fills i 40 famílies monoparentals amb fills.
La població ha evolucionat segons el següent gràfic:
Habitants censats

### Habitatges
El 2007 hi havia 383 habitatges, 347 eren l'habitatge principal de la família, 11 eren segones residències i 24 estaven desocupats. 369 eren cases i 12 eren apartaments. Dels 347 habitatges principals, 272 estaven ocupats pels seus propietaris, 61 estaven llogats i ocupats pels llogaters i 14 estaven cedits a títol gratuït; 1 tenia una cambra, 3 en tenien dues, 52 en tenien tres, 88 en tenien quatre i 203 en tenien cinc o més. 235 habitatges disposaven pel capbaix d'una plaça de pàrquing. A 157 habitatges hi havia un automòbil i a 155 n'hi havia dos o més.

### Piràmide de població
La piràmide de població per edats i sexe el 2009 era:
| Homes | Edats   | Dones |
| ----- | ------- | ----- |
| 0     | 95 o +  | 0     |
| 0     | 90 a 94 | 4     |
| 0     | 85 a 89 | 12    |
| 4     | 80 a 84 | 12    |
| 12    | 75 a 79 | 20    |
| 20    | 70 a 74 | 8     |
| 24    | 65 a 69 | 20    |
| 28    | 60 a 64 | 20    |
| 20    | 55 a 59 | 20    |
| 28    | 50 a 54 | 24    |
| 28    | 45 a 49 | 28    |
| 28    | 40 a 44 | 20    |
| 24    | 35 a 39 | 48    |
| 32    | 30 a 34 | 32    |
| 28    | 25 a 29 | 36    |
| 8     | 20 a 24 | 12    |
| 32    | 15 a 19 | 24    |
| 28    | 10 a 14 | 56    |
| 28    | 5 a 9   | 28    |
| 20    | 0 a 4   | 28    |

## Economia

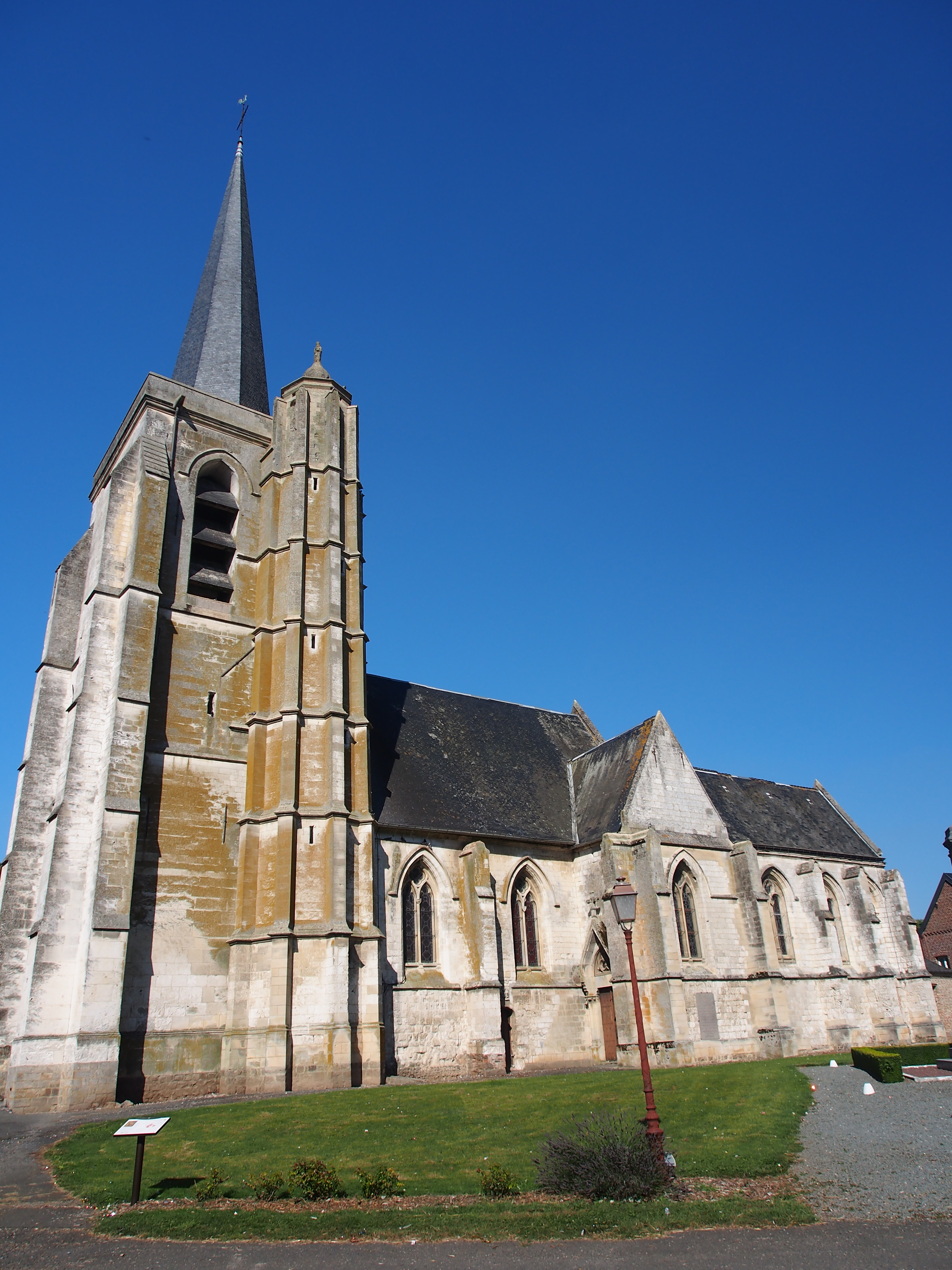

El 2007 la població en edat de treballar era de 555 persones, 382 eren actives i 173 eren inactives. De les 382 persones actives 349 estaven ocupades (189 homes i 160 dones) i 33 estaven aturades (16 homes i 17 dones). De les 173 persones inactives 75 estaven jubilades, 45 estaven estudiant i 53 estaven classificades com a «altres inactius».

### Ingressos
El 2009 a Ailly-le-Haut-Clocher hi havia 343 unitats fiscals que integraven 889 persones, la mediana anual d'ingressos fiscals per persona era de 17.577 €.

### Activitats econòmiques
Dels 34 establiments que hi havia el 2007, 3 eren d'empreses extractives, 2 d'empreses alimentàries, 1 d'una empresa de fabricació d'altres productes industrials, 3 d'empreses de construcció, 7 d'empreses de comerç i reparació d'automòbils, 1 d'una empresa de transport, 3 d'empreses d'hostatgeria i restauració, 13 d'entitats de l'administració pública i 1 d'una empresa classificada com a «altres activitats de serveis».
Dels 9 establiments de servei als particulars que hi havia el 2009, 1 era una gendarmeria, 1 oficina de correu, 2 tallers de reparació d'automòbils i de material agrícola, 1 fusteria, 2 lampisteries, 1 perruqueria i 1 restaurant.
Dels 4 establiments comercials que hi havia el 2009, 2 eren fleques, 1 una fleca i 1 una joieria.
L'any 2000 a Ailly-le-Haut-Clocher hi havia 18 explotacions agrícoles que ocupaven un total de 1.455 hectàrees.

## Equipaments sanitaris i escolars

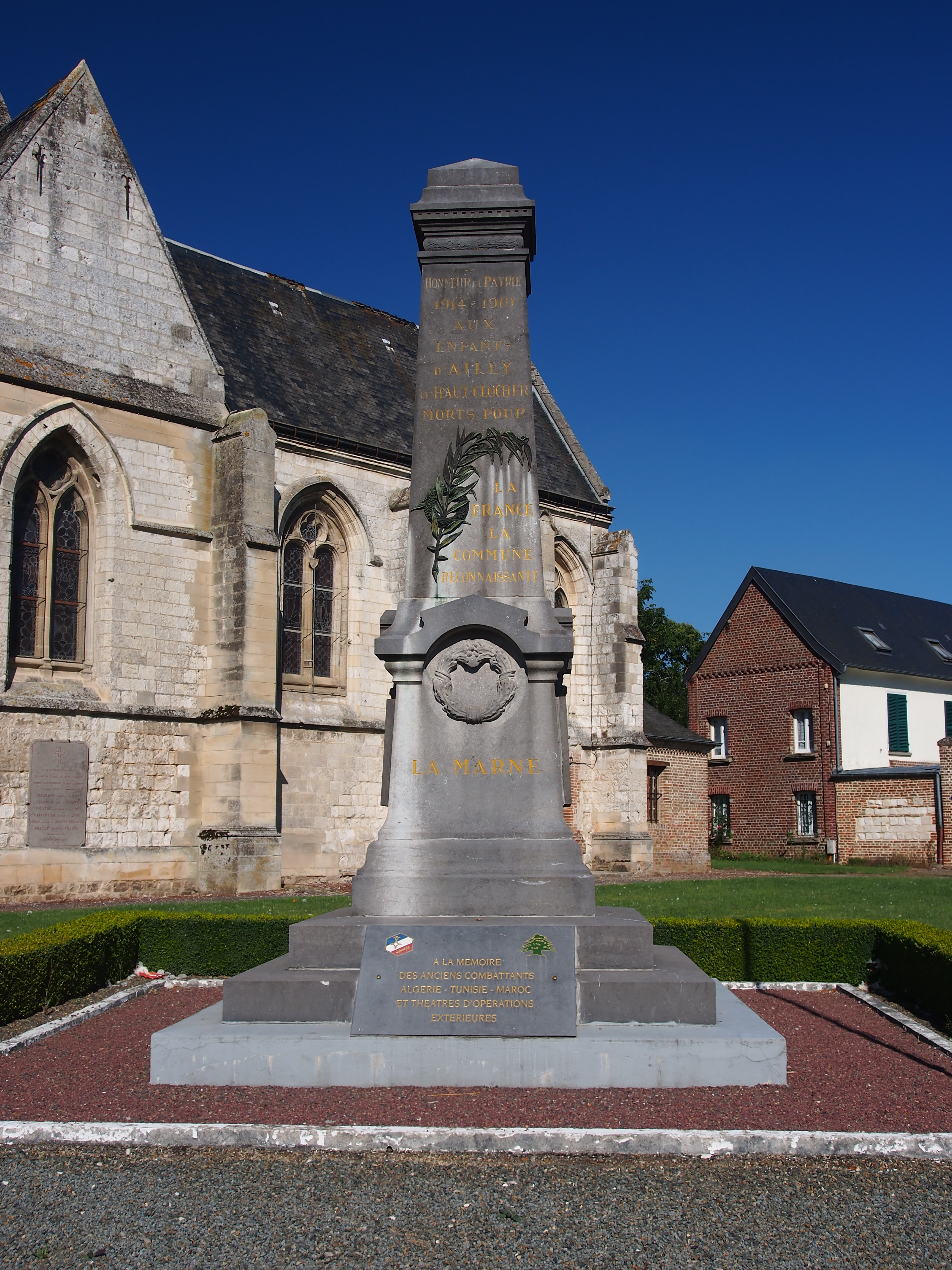

El 2009 hi havia 1 farmàcia i 1 ambulància.
El 2009 hi havia 2 escoles elementals. Ailly-le-Haut-Clocher disposava d'un col·legi d'educació secundària amb 308 alumnes.

## Poblacions més properes
El següent diagrama mostra les poblacions més properes.